# Weiz (distrikt)
Weiz är ett distrikt i förbundslandet Steiermark i Österrike. Huvudort är Weiz.
Distriktet består av 31 kommuner, varav två stadskommuner och åtta köpingskommuner:

Kommunerna i distriktet Weiz.

Stadskommuner (Stadtgemeinden):
- Gleisdorf
- Weiz

Köpingskommuner (Marktgemeinden):
- Anger
- Birkfeld
- Markt Hartmannsdorf
- Passail
- Pischelsdorf am Kulm
- Sankt Margarethen an der Raab
- Sankt Ruprecht an der Raab
- Sinabelkirchen

Kommuner (Gemeinden):

- Albersdorf-Prebuch
- Fischbach
- Fladnitz an der Teichalm
- Floing
- Gasen
- Gersdorf an der Feistritz
- Gutenberg
- Hofstätten an der Raab
- Ilztal
- Ludersdorf-Wilfersdorf
- Miesenbach bei Birkfeld
- Mitterdorf an der Raab
- Mortantsch
- Naas
- Puch bei Weiz
- Ratten
- Rettenegg
- Sankt Kathrein am Hauenstein
- Sankt Kathrein am Offenegg
- Strallegg
- Thannhausen